# José Mauricio Cienfuegos
José Mauricio Cienfuegos (12 de febrer, 1968 a San Salvador) és un exfutbolista salvadorenc.

## Carrera esportiva
Començà la seva carrera professional el 1985 al Racing Junior. Més tard jugà dues temporades al Soyapango, i quatre al Luís Ángel Firpo. La seva etapa més destacada la visqué a Mèxic, al Morelia el 1991 i al Santos el 1992. Intentà el salt a Europa i provà pels clubs Servette FC i UE Lleida, però no reeixí i tornà a Amèrica. Acabà la seva carrera, de nou al Luís Ángel Firpo i al club de la Major League Soccer Los Angeles Galaxy. En aquest club hi romangué entre 1996 i 2003, any en què es retirà. Al club de Los Angeles fou tres cops nomenat dins del millor onze del campionat (1996, 1998, i 1999), disputà set All-Star Games, i guanyà la Copa de Campions de la CONCACAF l'any 2000, la U.S. Open Cup el 2001, i la MLS Cup el 2002. Signà a la MLS un total de 78 assistències i 35 gols en 206 partits.
Fou internacional amb la selecció salvadorenca. Un cop retirat es convertí en entrenador del Nejapa l'any 2008.